# MTV Movie Awards 1992
| MTV Movie Awards 1992     | MTV Movie Awards 1992                    |
| ------------------------- | ---------------------------------------- |
| Datum                     | 10 juni 1992                             |
| Plats                     | Walt Disney Studios Burbank, Kalifornien |
| Värd                      | Dennis Miller                            |
| MTV Movie Awards · 1993 → |                                          |

MTV Movie Awards 1992 hölls den 10 juni 1992.

## Vinnare och nominerade
Vinnarna listas i fetstil.
| Bästa film | Bästa film |
| --- | --- |
| - Terminator 2 - Domedagen - Boyz n the Hood - Eldstorm - JFK - Robin Hood: Prince of Thieves | |
| Bästa manliga prestation | Bästa kvinnliga prestation |
| - Arnold Schwarzenegger − Terminator 2 - Domedagen - Kevin Costner − Robin Hood: Prince of Thieves - Robert De Niro − Cape Fear - Val Kilmer − The Doors - Robin Williams − Fisher King | - Linda Hamilton − Terminator 2 - Domedagen - Geena Davis − Thelma & Louise - Rebecca De Mornay − Handen som gungar vaggan - Mary Elizabeth Mastrantonio − Robin Hood: Prince of Thieves - Julia Roberts − Kärlekens val                                                      |
| Mest åtråvärda man | Mest åtråvärda kvinna |
| - Keanu Reeves − Point Break - Kevin Costner − Robin Hood: Prince of Thieves - Christian Slater − Kuffs - Patrick Swayze − Point Break - Jean-Claude Van Damme − Double Impact | - Linda Hamilton − Terminator 2 - Domedagen - Christina Applegate − Säg inte till mamma att barnvakten dött - Kim Basinger − Farligt spel - Tia Carrere − Wayne's World - Julia Roberts − Kärlekens val                                                                       |
| Bästa genombrott | Bästa filmpar |
| - Edward Furlong − Terminator 2 - Domedagen - Anna Chlumsky − Min tjej - Ice-T − New Jack City - Campbell Scott − Kärlekens val - Kimberly Williams-Paisley − Brudens far | - Dana Carvey och Mike Myers − Wayne's World - Damon Wayans och Bruce Willis − Den siste scouten - Anna Chlumsky och Macaulay Culkin − Min tjej - Kevin Costner och Morgan Freeman − Robin Hood: Prince of Thieves - Geena Davis och Susan Sarandon − Thelma & Louise         |
| Bästa skurk | Bästa komiska prestation |
| - Rebecca De Mornay − Handen som gungar vaggan - Robert De Niro − Cape Fear - Robert Patrick − Terminator 2 - Domedagen - Alan Rickman − Robin Hood: Prince of Thieves - Wesley Snipes − New Jack City | - Billy Crystal − City Slickers – Jakten på det försvunna leendet - Dana Carvey − Wayne's World - Steve Martin − Brudens far - Bill Murray − Hur mår Bob? - Mike Myers − Wayne's World                                                                                        |
| Bästa låt i en film | Bästa kyss |
| - "(Everything I Do) I Do It for You" av Bryan Adams − Robin Hood: Prince of Thieves - "Addams Groove" av MC Hammer − Familjen Addams - "I Wanna Sex You Up" av Color Me Badd − New Jack City - "Tears in Heaven" av Eric Clapton − Rush - "You Could Be Mine" av Guns N' Roses − Terminator 2 - Domedagen                           | - Anna Chlumsky och Macaulay Culkin − Min tjej - Warren Beatty och Annette Bening − Bugsy - Robert De Niro och Juliette Lewis − Cape Fear - Leslie Nielsen och Priscilla Presley − Den nakna pistolen 2½: Doften av rädsla - Anjelica Huston och Raúl Juliá − Familjen Addams |
| Bästa actionscen | |
| - Terminator 2 - Domedagen − För L.A. motorvägsjakten - Den siste scouten − För helikopterbladsscenen - Eldstorm − För slutscenen i den brinnande byggnaden och flykten genom den gamla tunneln - Ett tufft jobb − För scenen från finalen på taket - Point Break − För det andra hoppet från planet, när Utah fångar Bodhi fallande | |

### Bästa nya filmskapare
- John Singleton − Boyz n the Hood

### Pris för livsgärning
- Jason Voorhees − Fredagen den 13:e-serien